# 劉羣
劉 羣（りゅう ぐん、? - 352年）は、五胡十六国時代の人物。字は公度。中山郡魏昌県の出身。東晋の太尉劉琨の子。漢の中山靖王劉勝の末裔であると言われる。

## 生涯
父の劉琨は西晋の并州刺史として晋陽を守り、永嘉の乱が起こると拓跋部や段部と同盟を結んで漢（前趙）の襲来を阻んでいた。
劉羣は清廉にして勤勉で、決断力があった。また、兵士からも信頼を得ていた。偏軍将軍に任じられ、幾度も父の征伐に従軍し、やがて世子に立てられた。
建興4年（316年）12月、劉琨は晋陽を失陥すると、薊を統治する段部の段匹磾のもとへ帰順した。劉羣もまた父に従った。
建武2年（318年）1月、段部の大人段疾陸眷（段匹磾の兄）が亡くなると、段匹磾は喪に服すために本拠地の令支へ向かった。この時、劉琨は劉羣を段匹磾に随行させ、葬儀に参列するよう命じた。だが、段末波（段匹磾の従弟）は大人の位を簒奪すると、兵を派遣して段匹磾を攻撃した。段匹磾はかろうじて薊城へ逃れたが、劉羣は捕らわれとなった。
段末波は劉琨を味方に引き入れて共に段匹磾を討とうと思っていたので、劉琨を幽州刺史に任じ、劉羣もまた礼遇を受けた。さらに劉羣には劉琨に向けて、段末波に内応して共に段匹磾を挟撃するよう勧める内容の手紙を書かせ、密偵を放って劉琨のもとへ送り届けた。だが、段末波の使者は途中で段匹磾に捕えられてしまい、段匹磾はこの書状を見ると劉琨に疑念を抱くようになり、5月に劉琨は誅殺された。劉琨の従事中郎盧諶・崔悦らは残った兵を率いて段末波に投じると、劉羣をその勢力の盟主とした。以降、劉羣は段部に仕え、左長史に任じられた。
咸康4年（338年）3月、後趙軍が総勢12万の兵で段部へ襲来すると、段部勢力下の漁陽郡・上谷郡・代郡の諸太守は相継いで降伏し、瞬く間に40を超える城が陥落した。段部の大人段遼は妻子親族及び豪族千戸余りを率いて密雲山へ逃走し、劉羣は盧諶・崔悦らと共に府庫を封じてから後趙に降伏した。石虎は劉羣を礼遇し、中書令に任じた。
やがて秦州刺史に昇進した。
永和5年（349年）11月、尚書左僕射に任じられた。
永和6年（350年）1月、冉閔が魏国を興すと、劉羣はこれに従った。8月、張賀度・段勤・劉国・靳豚らは昌城で冉閔討伐の兵を挙げると、本拠地の鄴へ侵攻した。冉閔の命により、劉羣は行台都督・尚書左僕射に任じられ、張賀度らの討伐を命じられた。彼は王泰・崔通・周成を始めとした歩兵騎兵12万を率いて黄城に駐屯し、冉閔自らは精鋭8万を率いて軍の後詰となった。両軍は蒼亭において戦闘となり、劉羣はこれに勝利して張賀度軍を潰滅させ、2万8千の兵を討ち取った。さらに、陰安まで追撃を掛けると、靳豚の首級を挙げ、残兵を尽く捕虜とした。その後、軍を帰還させた。
元璽元年（352年）4月、前燕の輔国将軍慕容恪は冉魏討伐のために軍を起こすと、冉閔は迎撃の為に出陣し、劉羣もまた随行した。両軍は魏昌の廉台において激突し、冉魏軍は前燕軍と10度戦って全て勝利したが、慕容恪は敗北したふりをして軍を退き、冉閔を平地へ誘い込んだ。そこで、慕容恪は全軍を三隊に分けて方陣を作り、冉閔が策にはまって平地へ誘い出てくると、両翼から挟撃を仕掛けたので、冉魏軍は大敗を喫した。この戦いで冉閔は捕らえられ、劉羣は戦死した。